# Luther Vandross
Pour les articles homonymes, voir Luther.
Luther Ronzoni Vandross, né le 20 avril 1951 à New York et mort le 1er juillet 2005 à Edison, est un chanteur et auteur-compositeur américain de R&B et de soul. Il a vendu plus de 25 millions de disques pendant sa carrière et gagné 8 Grammy Awards dont le meilleur chanteur R&B 4 fois. Il a gagné 4 Grammy Awards en 2004 dont celui pour la meilleure chanson de l'année pour Dance With My Father, coécrite avec Richard Marx.

## Les débuts en tant que choriste
Luther Vandross est né le 20 avril 1951 à Manhattan à New York. Il a commencé à être connu en 1972 quand il écrit Everybody rejoice (A brand new day) pour la comédie musicale The wiz. Mais la route vers le succès sera longue puisqu’il mettra une dizaine d’années à percer et une autre dizaine d’années à avoir un succès pop.
En 1974 il participe à l’album Young Americans de David Bowie (album sorti en 1975). Il fait partie des chœurs et écrit une chanson de l’album avec Bowie, Fascination. Ceci conduit à un contrat de choriste pour Atlantic où il chantera pour Bette Midler, Carly Simon, Barbra Streisand, Average White Band et Roberta Flack entre autres. Il chante aussi des musiques publicitaires pour la télévision durant la seconde moitié des années 1970.
Puis avec un petit coup de pouce de Donna Summer il crée le groupe Luther chez Cotillion. Deux albums sortiront dans l’indifférence générale : Luther en 1976 et This close to you en 1977. Après avoir chanté sur le premier album de Chic en 1977, sur C’est chic de Chic en tant que «special guest artist», sur l’album Hot butterfly de Bionic Boogie en 1978, sur Music box d’Evelyn King (1979) et comme choriste des Sister Sledge sur We are family (1979), il fait partie de Charme (sur l’album Let it in en 1979), de New York City Band (pour la B.O. du film Sunnyside) et surtout de Change. Pour ce groupe il chante The glow of love et Searching en 1980 et est choriste sur leur album de 1981. En 1980 il coécrit Welcome back sur le second album de Peter Jacques Band et participe aussi en tant que choriste à Fame, à l’album de Cissy Houston Step aside for a a lady, à celui de Chaka Khan Naughty et à l’album de Cher Prisoner.

## Les premiers albums
En septembre 1981 il sort son premier véritable album chez Epic. L’album intitulé Never too much est disque de platine, nº1 R&B deux semaines au classement US, n°19 pop et le single du même nom se classe nº1 R&B en faisant une entrée dans les boîtes grâce à un 12". Vandross met en place un style de R&B chic qui ne variera guère avec les années. Il s’entoure aussi de musiciens auxquels il restera fidèle : Marcus Miller (basse), Nat Adderley, Jr. (claviers) et Cissy Houston (chœurs) entre autres. L’album se compose de sept chansons dont il assure la réalisation artistique. Il en a écrit six et la septième est une reprise de A house is not home.
Toujours en 1981 il réalise les arrangements des chœurs de cinq chansons de l’album I’ll keep on loving you de Linda Clifford. Il y chante aussi en tant que choriste.
Suit en 1982 Forever, for always, for love, nº1 R&B aux US et disque de platine. Les chansons sont de nouveau écrites ou coécrites par Vandross sauf la première, un pot-pourri contenant Having a party de Sam Cooke, et la troisième, Since I lost my baby, composition de Moore et Robinson pour les Temptations à l’origine.
En Angleterre ces deux albums ne sortiront pas dans leur intégralité mais seront remplacés par une sélection des deux intitulée Luther Vandross. Ils sortiront finalement en 1986 et 1987 respectivement. Toujours en 1982 il réalise un album intitulé Instant love pour Cheryl Lynn, il contient la reprise de Marvin Gaye et Tammi Terrell If this world were mine que Vandross chante avec Lynn.

## Productions personnelles et réalisations extérieures
Il réalise en 1982 Jump to it pour Aretha Franklin, Anyone can see, le premier album solo d’Irene Cara, il participe à Suddenly de Marcus Miller en coécrivant une chanson (Be my love) et en étant choriste sur deux autres (Lovin’ you et Just for you), il chante comme choriste sur «So close» de Diana Ross, chanson dont il a réalisé les arrangements vocaux, et enfin il chante comme choriste sur You've Really Got a Hold on Me, chanson dont il a réalisé les arrangements vocaux et qui est une reprise de Smokey Robinson chantée par Bernard Edwards et Jocelyn Brown sur l'album Glad to be here d’Edwards.
Il sort son cinquième album en 1983, Busy body, qui est aussi disque de platine et nº1 R&B.
Enfin en 1984 il participe à la B.O. du film Choose me avec une chanson, «You’re my choice tonight (Choose me)», déclinée en plusieurs versions tout au long du film. Cette chanson est sortie sur l’album Love language de Pendergrass où elle est la seule réalisée par Vandross.
En 1985 il sort The night I fell in love, album charnière entre les trois premiers du début au son non encore dominé par les synthétiseurs et ceux qui suivront aux arrangements très marqués par leur époque. L’album se vendra très bien et sera double platine, en plus de l’habituel nº1 R&B.
Toujours en 1985 il chante She’s so good to me pour la B.O. du film Goonies. Là les arrangements chics laissant la prépondérance à la basse sont remplacés par la boîte à rythme. En novembre 1985 sort l'album Touch me des Temptations avec Do you really love your baby qui est coécrite par Marcus Miller et Vandross qui y participe également en tant que choriste.
Son prochain album Give me the reason sort en 1986, Vandross a écrit ou coécrit tous les titres sauf Anyone Who Had a Heart, de Burt Bacharach et Hal David. Le premier titre de l’album, Stop to love (nº1 R&B et nº15 pop), a été remixé par Marcus Miller pour le maxi. Cette chanson passe à MTV et c’est la première fois qu’un clip vidéo de Vandross y est abondamment passé. L’album s’est classé nº1 R&B et nº14 pop et a été vendu à plus de deux millions d’exemplaires aux États-Unis (double album de platine). Il est aussi resté classé 53 semaines aux États-Unis.
En 1987 Luther Vandross réalise une chanson pour Diana Ross sur son album Red hot rhythm & blues en coécrivant et réalisant la ballade It’s hard for me to say.

## La fin des années 1980 et la reconnaissance pop
Any love, sorti en 1988, est presque un disque entier de ballades à part le rythmé She won’t talk to me (nº3 R&B), sorti aussi en remix house de Keith Cohen en maxi. L’album s’est classé nº1 R&B et pour la première fois Vandross a réussi à transformer ce succès dans les classements pop avec un nº9 pop. L’album est un autre disque de platine pour le chanteur.
En 1989 il sort une double compilation The best of love (nº2 R&B, double platine). Elle contient deux inédits dont «Here and now». Cette dernière coécrite par David Elliott, le fils de Dionne Warwick, est une ballade devenue le plus gros hit pop de Vandross (disque d’or, nº1 R&B et nº6 pop fin 1989). Elle a aussi obtenu une récompense, la «best male R&B vocal performance» aux «Grammys» de 1990. L’autre inédit est Treat you right.
En 1990 il réalise Who do you love pour Whitney Houston, suivi l’année suivante de Docter’s orders, un duo avec Aretha Franklin.
En 1991 sort Power of love, son album le mieux vendu de tous (double platine et nº1 R&B). Il est réalisé par Vandross et Miller tandis que les chansons sont coécrites par Vandross et ceux que l'on retrouve tout au long de sa carrière (Miller, Vertelney, Adderley, Eaves et Anderson). Le single Power of love/Love power a été son premier Top 5 pop (nº1 R&B, nº4 pop, n°11 ventes de maxis, n°3 AC). Il est composé de deux chansons : Power of love écrit par Vandross et Miller couplé avec Love power une composition de Teddy Van pour le trio The Sandpebbles en 1968. L’album a obtenu la «best male R&B vocal performance» aux «Grammys» de 1991.
Cette même année, il participe au premier album solo de sa choriste Lisa Fischer, So Intense. Il réalise et arrange une partie du disque tout en participant aux arrangements vocaux et aux chœurs. Il écrit deux chansons avec Marcus Miller, Get back to love et Some girls. En 1992 il participe à la B.O de Mo’ money en chantant «The Best Things In Life Are Free» avec Janet Jackson (n°1 R&B, n°10 pop, n°3 club play et n°39 en ventes de maxis).
Suit en 1993 Never let me go, un album de platine. Cet album a la particularité d’être le premier lancé sur le label LV records, une association entre Luther Vandross et Epic. Si l'on excepte les reprises, les chansons sont écrites essentiellement par Vandross et Miller ou Vandross et Reed Vertelney (qui joue aussi des synthétiseurs). La réalisation est aux mains de Vandross et Miller.
En 1993 il participe aussi au film Meteor man de Robert Townsend. Toujours en 1993, Luther Vandross chante The Lady Is a Tramp avec Frank Sinatra sur son album Duets et il est un des choristes sur «Your love» de Diana Ross, chanson dont il réalise aussi les arrangements choraux.
En 1994 il sort Songs, un très gros succès composé uniquement de reprises (disque de platine). L’idée de faire un disque de reprises n’est cependant pas de Vandross mais de la maison de disques Epic qui le couple avec le réalisateur artistique Walter Afanassief, qui a travaillé avec la chanteuse à succès Mariah Carey. Le hit en est d’ailleurs Endless love, un duo avec Mariah Carey.

## La fin des années Epic
En 1995 il sort This is Christmas, album de chansons de Noël, sur les dix chansons de l’album, sept sont des compositions originales écrites ou coécrites par Vandross.
L’année suivante il sort une compilation intitulée Greatest hits 1981-1995, avec une photo de pochette tranchant sur les précédentes et jouant sur un registre jeune où il arbore une paire de lunettes de rappeur, une grosse chaîne et un blouson métallisé.
En 1996 il sort Your secret love pour lequel il obtient une récompense, la «best male R&B vocal performance» aux «Grammys» de 1996.
En 1997 il sort The best of love, volume 2 : One night with you. Il s’agit d’une compilation de 15 titres dont quatre inédits. Les inédits sont trois balladettes (dont une de Diane Warren et l’autre de R. Kelly) et une chanson de danse lente moyenne de Jimmy Jam et Terry Lewis.
Après 15 ans et onze albums, Vandross met un terme à sa relation avec Epic.

## I know
En 1998 il sort I know, sur le label Virgin, et fait réaliser quelques chansons par des hommes extérieurs à son équipe habituelle. Il s’agit de mixeurs à la mode comme Tony Moran (qui coécrit et coréalise le bon Religion), Little Louie Vega et Kenny Dope Gonzalez, avec à l’arrivée un disque beaucoup plus hip-hop que d’habitude. Mais l’ancien style est toujours présent et la chanteuse de jazz Cassandra Wilson et Stevie Wonder ne bousculent pas ses habitudes ni les choristes accoutumées comme Cissy Houston, Tawatha Agee et Lisa Fischer.
On trouve aussi Luther Vandross parmi les choristes sur «Say you love me» de Natalie Cole Snowfall on the Sahara (1999).

## Les années 2000
Le succès de I know n’étant pas à la hauteur des espérances des deux parties, l’association avec Virgin ne durera pas et l’album suivant de Vandross sort chez J records en 2001. Il est paradoxalement intitulé Luther Vandross alors que ce dernier n’a coécrit que six chansons des quatorze de l’album et qu’il partage les fonctions de réalisateur artistique avec une demi-douzaine d’autres. Les choristes Cissy Houston, Tawatha Agee, Fonzi Thornton, Cindy Mizelle, Brenda White-King et le bassiste et arrangeur Marcus Miller sont toujours là néanmoins.
En 2002, il chante quelques couplets sur la chanson humanitaire de Michael Jackson What more can I give avec une pléiade d'autres stars. Toujours la même année, il chante en tant que choriste sur l’album Love and freedom de BeBe Winans et il arrange des chœurs de certaines chansons.
L’album suivant, Dance with my father, sort en 2003 en grande pompe médiatique. Vandross en a écrit et réalisé la majeure partie des chansons en s’entourant de vedettes du hip-hop et du rap comme Foxy Brown, Busta Rhymes et Queen Latifah. Cet album est l'occasion pour Vandross de recevoir quatre «Grammys» : «Dance with my father» est chanson de l'année et meilleure chanson R&B, «The closer I get to you» est meilleur duo R&B et l'album est meilleur album R&B.
En octobre de la même année il sort le disque enregistré en public Live 2003 at Radio City music hall. Il s’agit de son dernier album avant sa mort survenue en juillet 2005 à la suite d'un infarctus du myocarde.

## Discographie
- 1976 : Luther
- 1977 : This Close to You
- 1981 : Never Too Much
- 1982 : Forever, For Always, For Love
- 1983 : Busy Body
- 1985 : The Night I Fell in Love
- 1986 : Give Me the Reason
- 1988 : Any Love
- 1989 : The Best of Luther Vandross... The Best of Love
- 1991 : Power of Love
- 1993 : Never Let Me Go
- 1994 : Songs
- 1995 : This Is Christmas
- 1996 : Greatest Hits 1981–1995
- 1996 : Your Secret Love
- 1997 : Luther Vandross - This Close To You
- 1997 : One Night with You: The Best of Love, Volume 2
- 1998 : Love Is on the Way
- 1998 : I Know
- 1998 : Always & Forever: The Classics
- 1999 : Greatest Hits
- 2000 : Super Hits
- 2000 : Smooth Love
- 2001 : Luther Vandross
- 2001 : The Ultimate Luther Vandros (2001)
- 2002 : Stop to Love (compilation)
- 2002 : The Very Best of Love
- 2003 : Dance with My Father
- 2003 : The Essential Luther Vandross
- 2003 : Live Radio City Music Hall 2003
- 2004 : Artist Collection: Luther Vandross
- 2005 : Luther Vandross - So Amazing - All Star Tribute
- 2006 : The Ultimate Luther Vandross (2006)
- 2007 : Love, Luther
- 2008 : Luther's Duets

## Plus grands succès[réf.nécessaire]
- 1981 : "Never Too Much" #33 US
- 1983 : "How Many Times Can We Say Goodbye" #27 US
- 1984 : "Superstar" #87 US
- 1984 : "I'll Let You Slide" #9 R&B
- 1985 : "Wait For Love" #11 R&B
- 1985 : "It's Over Now" #4 R&B
- 1985 : "'Til My Baby Comes Home" #29 US, #4 R&B
- 1986 : "Give Me The Reason" #57 US, #3 R&B
- 1986 : "Stop to Love" #15 US, #1 R&B, #24 UK (1987 release)
- 1987 : "I Really Didn't Mean It" #16 UK
- 1987 : "There Is Nothing Beter Than Love" #50 US, #1 R&B
- 1987 : "So Amazing" #33 UK
- 1987 : "I Really Didn't Mean It" #6 R&B
- 1988 : "Give Me the Reason" (re-issue) #26 UK
- 1988 : "I Gave It Up (When I Fell in Love)" #28 UK
- 1988 : "Any Love" #44 US, #1 R&B, #31 UK
- 1989 : "She Won't Talk to Me" #30 US, #3 R&B, #34 UK
- 1989 : "Here and Now" #6 US, #1 R&B
- 1989 : "For You To Love" #3 R&B
- 1990 : "Treat You Right" #5 R&B
- 1991 : "Power Of Love/Love Power" #4 US, #1 R&B
- 1991 : "Don t Want To Be A Fool" #9 US, #4 R&B
- 1992 : "The Rush" #73 US, #6 R&B
- 1992 : "The Best Things in Life Are Free" (with Janet Jackson and special guests BBD & Ralph Tresvant) #10 US, #1 R&B, #2 UK
- 1992 : "Sometimes It's Only Love" #9 R&B
- 1993 : "Little Miracles (Happen Every Day)" #62 US, #10 R&B, #28 UK
- 1993 : "Heaven Knows" #94 US, #24 R&B, #34 UK
- 1993 : "Love Is on the Way" #38 UK
- 1994 : "Endless Love" (with Mariah Carey) #2 US, #3 UK
- 1995 : "Always and Forever" #58 US, #16 R&B, #20 UK
- 1995 : "Ain't No Stoppin' Us Now" #22 UK
- 1995 : "Love The One You're With/Going In Circles" #95 US, #28 R&B
- 1995 : "Power Of Love - Love Power" (remix) #31 UK
- 1995 : "The Best Things in Life Are Free" (remix) (with Janet Jackson) #7 UK
- 1996 : "Your Secret Love" #52 US, #5 R&B, #14 UK
- 1997 : "I Can Make It Better" #80 US, #15 R&B
- 2001 : "Take You Out" #26 US, #7 R&B
- 2002 : "I'd Rather" #83 US, #40 R&B
- 2004 : "Dance with My Father" #38 US, #28 R&B, #21 UK
- 2005 : "Luther Vandross - So Amazing - All Star Tribute